# Oggetti non stellari nella costellazione del Cavallino
Principali oggetti non stellari presenti nella costellazione del Cavallino.

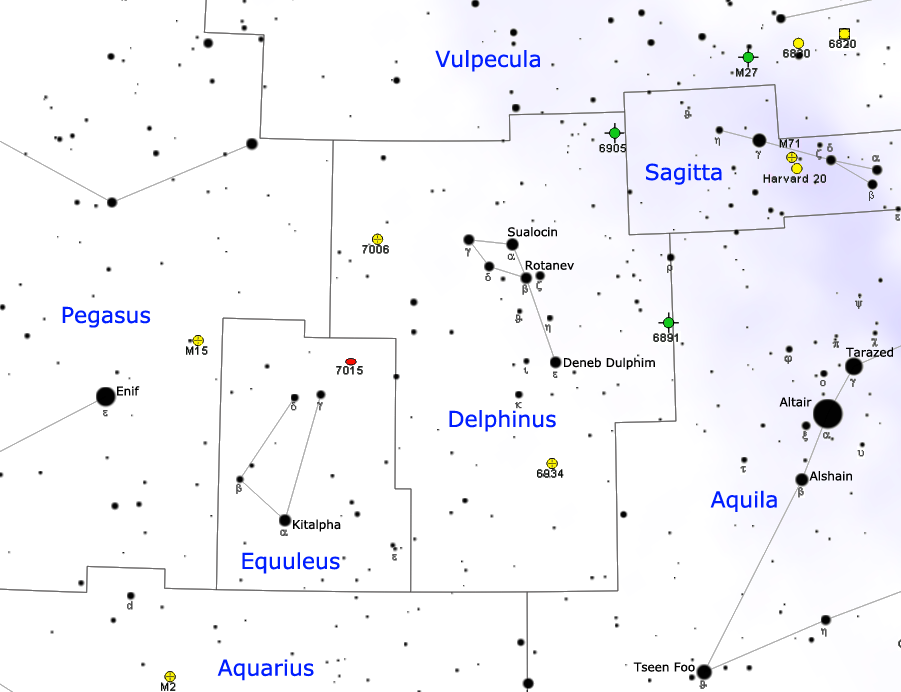
Mappa della costellazione del Cavallino.

## Galassie
- NGC 7015